# Stichophthalma godfreyi
Espèce
Stichophthalma godfreyi est une espèce de grands papillons diurnes de la famille des Nymphalidae que l'on rencontre en Birmanie et en Thaïlande. Elle a été décrite par Lionel Walter Rothschild en 1916. Il n'y a pas de dimorphisme sexuel et cette espèce peut atteindre de 90 à 180 mm les ailes déployées.